# L'Adoration des mages (David)
Pour les articles homonymes, voir L'Adoration des mages (homonymie).
L'Adoration des mages est un tableau du peintre primitif flamand Gérard David réalisé vers 1495/1505  à la peinture à l'huile sur panneau de chêne de 166,1 × 123,7 cm et représente la scène biblique de l'adoration des mages.

## Histoire
Il a été inspiré par une œuvre d'Hugo van der Goes, le Retable de Monforte (conservé à la Gemäldegalerie de Berlin).
L'œuvre fait partie de l'exposition permanente de l'Alte Pinakothek de Munich, qui l'a achetée à une collection privée parisienne en 1816.
L'artiste a créé d'autres peintures sur le même motif entre 1500< et 1515.

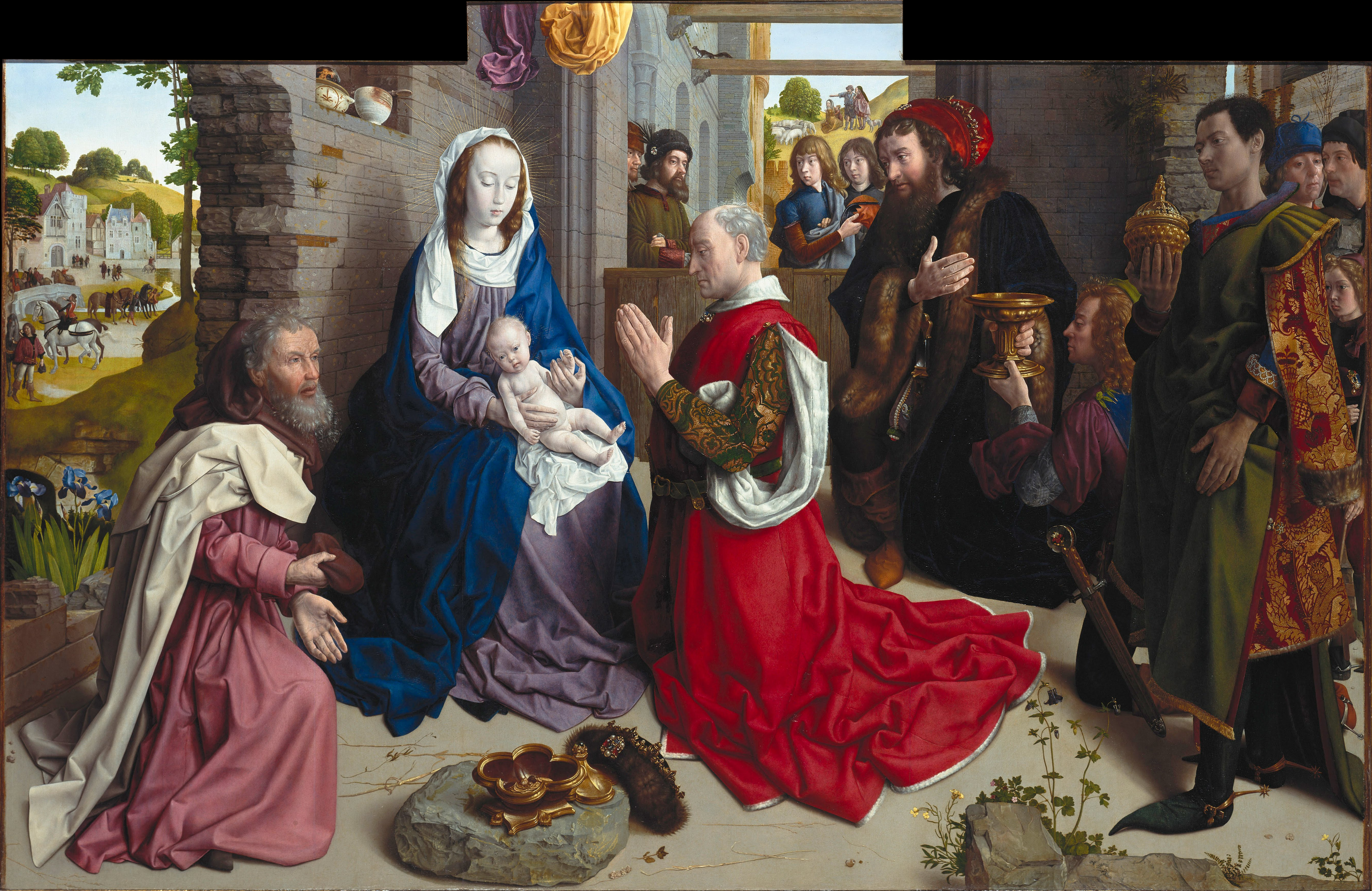
L'Adoration des mages dite Retable Monforte par Hugo van der Goes (1470).